# Associazione Sportiva Dilettantistica Manfredonia Calcio
Società Sportiva Manfredonia Calcio (rebatizado Associazione Sportiva Dilettantistica Manfredonia Calcio 1932) é um clube de futebol italiano da cidade de Manfredonia, na província da Apúlia, que atualmente disputa a Eccellenza regional.
Fundada em 1932, suas cores são o azul celeste e o branco. No final da temporada 2009-10, sofreu com problemas financeiros que culminaram com sua exclusão da Série C-2 (atual Lega Pro Seconda Divisione) e o consequente recomeço na Eccellenza da Apúlia, onde joga até hoje.